# فرانس خراردوس هوکوم
فرانس خراردوس هوکوم (هلندی: Frans G. Hukom؛ ۲۸ سپتامبر ۱۹۱۵ – ۳ ژوئیه ۱۹۸۹) بازیکن فوتبال اهل اندونزی بود.
وی همچنین در تیم ملی فوتبال هند شرقی هلند بازی کرده‌است.